# BMW R 1150 GS Adventure
R 1150 GS – produkowany w berlińskich zakładach od jesieni 2001 do 2005 roku dwucylindrowy (bokser) motocykl firmy BMW typu turystyczne enduro. Bardziej uterenowiona wersja  modelu BMW R 1150 GS.

## Konstrukcja

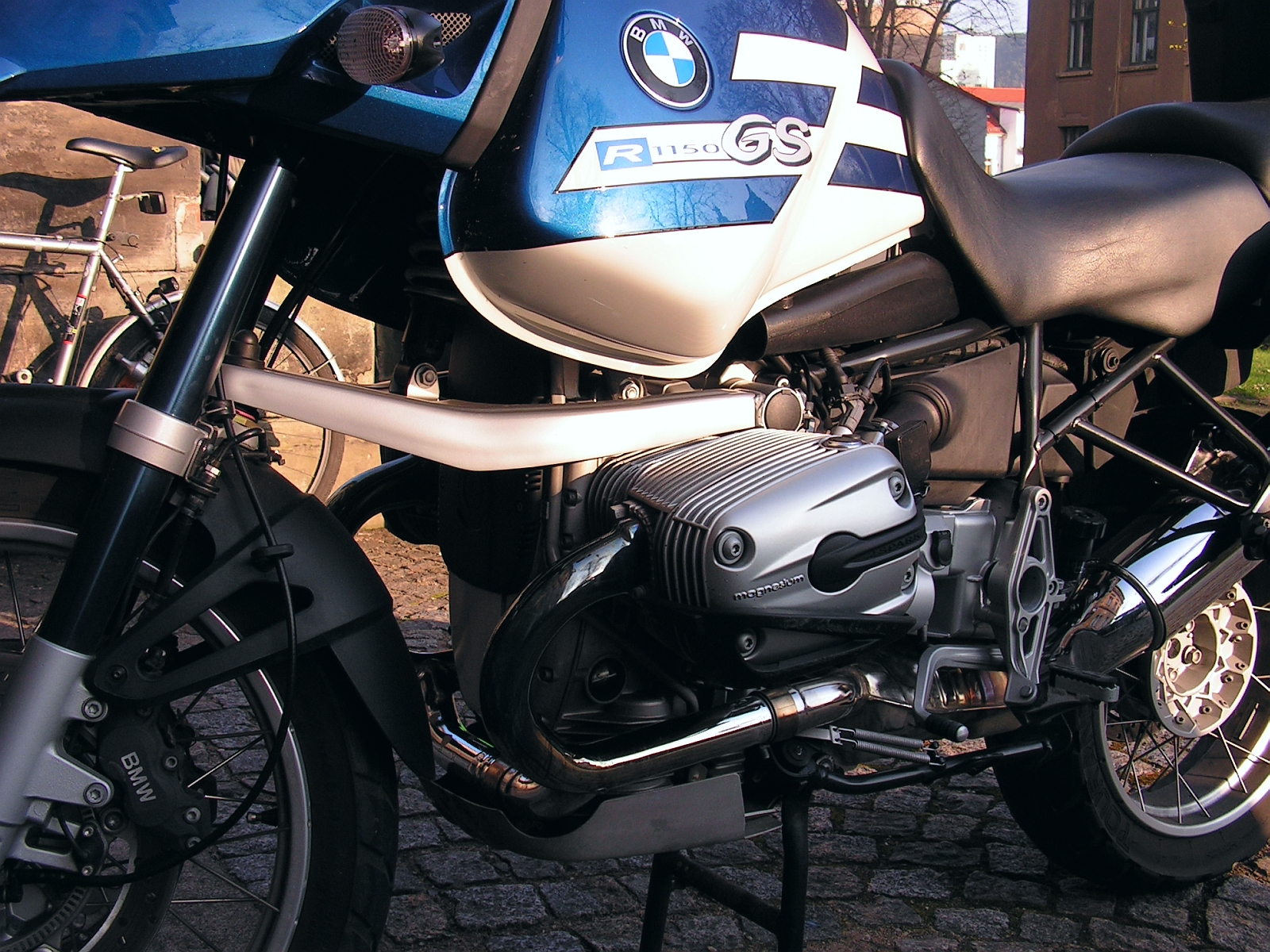
Silnik

Chłodzony powietrzem i olejem dwucylindrowy silnik w układzie bokser z czterema zaworami i jednym wałku rozrządu na cylinder o mocy 62,5 kW/85 KM. Elektroniczne sterowanie silnikiem Bosch. Prędkość maksymalna wynosi 199 km/h. Masa zatankowanego motocykla to 263 kg. Z przodu podwójne hydrauliczne czterotłoczkowe pływające hamulce tarczowe o średnicy 305 mm, z tyłu pojedyncza tarcza o średnicy 276 mm z zaciskiem dwutłoczkowym z seryjnie montowanymi przewodami hamulcowymi w stalowym oplocie. Zbiornik paliwa o pojemności 22,1 dm³. Opcjonalnie dostępny zbiornik o pojemności 30 dm³. Przednie zawieszenie systemu Telelever. Zawieszenie tylne systemu Paralever z jednostronnym wahaczem. Napęd koła tylnego wałem Kardana. Motocykl dostępny był w kolorze błękitno-białym. Kanapa szaro-czerwona, błękitno-szara lub żółto-czarna.
W porównaniu do R 1150 GS wersja Adventure miała zwiększone skoki zawieszeń, płaską kanapę, osłonę silnika, powiększoną owiewkę poszerzone błotniki. Opcjonalnie dostępne były gmole chroniące silnik i powiększony zbiornik paliwa. Felgi były eloksowane na błękitno. W celu umożliwienia wypraw do krajów gdzie nie jest dostępna wysokooktanowa benzyna istnieje możliwość przestawienia silnika na pracę na benzynie normalnej. Jak wyposażenie dodatkowe dostępny był zestaw aluminiowych kufrów. Skrócono przełożenie szóstego biegu. Możliwa było również zamówienie skrzyni biegów ze skróconym pierwszym biegiem.

## R 1150 GS Adventure w kulturze
Model ten został wykorzystany w wyprawie opisanej w filmie Long Way Round.